# Список авіаносців Італії
Список авіаносців Італії — перелік авіаносців італійського флоту, які перебували на озброєнні з часів Другої світової війни до теперішнього часу.

## Список авіаносців та гідроавіаносців періоду Другої світової війни

### Авіаносці Королівських військово-морських сил
| № | Авіаносець         | Зображення | Водотоннажність                              | Кількість літальних апаратів | Закладений     | Спуск на воду  | Прийнятий                                                                           | На службі | Доля | Тип                | Прим.                                                   |
| - | ------------------ | ---------- | -------------------------------------------- | ---------------------------- | -------------- | -------------- | ----------------------------------------------------------------------------------- | --------- | --- | ------------------ | ------------------------------------------------------- |
| 1 | «Аквіла»           |            | 23 350 тонн (стандартна) 27 800 тонн (повна) | 51                           | 1926           | 26 лютого 1926 | 21 вересня 1926 (як лайнер) як авіаносець недобудований зі ступенем готовності 80 % | —         | З серпня 1941 року до вересня 1943 року перебудовувався, але після капітуляції Італії був захоплений німцями. 19 квітня 1945 року потоплений італійськими бойовими плавцями. У 1952 році розібраний на злам                | «Аквіла»           | переобладнаний лайнер «Рома»                            |
| 2 | «Спарвіеро»        |            | 30 418 тонн                                  | до 34                        | 1926           | 13 грудня 1926 | листопад 1927 (як лайнер) як авіаносець недобудований                               | —         | з серпні 1942 року переобладнувався на авіаносець. Після капітуляції Італії був захоплений німцями. 5 жовтня 1944 року корабель був затоплений, щоб блокувати фарватер. У 1946 році піднятий, у 1947 році проданий на злам | «Спарвіеро»        | переобладнаний лайнер «Аугустус»                        |
| 3 | «Джузеппе Міралья» |            | 5 400 тонн (стандартна) 5 913 тонн (повна)   | 17 гідролітаків              | 5 березня 1921 | 20 грудня 1923 | 1 листопада 1927                                                                    | 1927-1950 | 15 липня 1950 році проданий на злам | «Джузеппе Міралья» | переобладнаний пасажирський пароплав «Città di Messina» |

## Список авіаносців та крейсерів-вертольотоносців післявоєнного періоду

### Авіаносці військово-морських сил
| № | Авіаносець            | Зображення | Водотоннажність                              | Кількість літальних апаратів | Закладений      | Спуск на воду | Прийнятий       | На службі | Доля      | Тип                   | Прим. |
| - | --------------------- | ---------- | -------------------------------------------- | ---------------------------- | --------------- | ------------- | --------------- | --------- | --------- | --------------------- | ----- |
| 1 | «Джузеппе Гарібальді» |            | 10 100 тонн (стандартна) 13 850 тонн (повна) | 16-18                        | 26 березня 1981 | 4 червня 1983 | 30 вересня 1985 | з 1985    | на службі | «Джузеппе Гарібальді» |       |
| 2 | «Кавур»               |            | 27 100 тонн (стандартна) 30 000 тонн (повна) | 20-26                        | 17 липня 2001   | 20 липня 2004 | 10 червня 2009  | з 2009    | на службі | «Кавур»               |       |

### Крейсери-вертольотоносці військово-морських сил
| № | Крейсер-вертольотоносець | Зображення | Водотоннажність                            | Кількість літальних апаратів | Закладений     | Спуск на воду  | Прийнятий         | На службі | Доля                                     | Тип               | Прим. |
| - | ------------------------ | ---------- | ------------------------------------------ | ---------------------------- | -------------- | -------------- | ----------------- | --------- | ---------------------------------------- | ----------------- | ----- |
| 1 | «Андреа Доріа»           |            | 6 000 тонн (стандартна) 6 500 тонн (повна) | 2-4                          | 11 травня 1958 | 27 лютого 1963 | 23 лютого 1964    | 1964-1991 | 19 липня 1991 року знятий з озброєння    | «Андреа Доріа»    |       |
| 2 | «Кайо Дуіліо»            |            | 6 000 тонн (стандартна) 6 500 тонн (повна) | 2-4                          | 16 травня 1958 | 22 грудня 1962 | 30 листопада 1964 | 1964-1992 | 30 вересня 1992 року знятий з озброєння  | «Андреа Доріа»    |       |
| 3 | «Вітторіо Венето»        |            | 8 100 тонн (стандартна) 9 500 тонн (повна) | 2-4                          | 10 червня 1965 | 5 лютого 1967  | 12 липня 1969     | 1969-2003 | 1 листопада 2003 року знятий з озброєння | «Вітторіо Венето» |       |